# Igor Gorbunow
Igor Aleksiejewicz Gorbunow (ros. Игорь Алексеевич Горбунов, ur. 12 lipca 1941 w Orenburgu, zm. 23 września 2022) – radziecki działacz partyjny, członek KC KPZR (1990-1991).
W 1965 ukończył Ufijski Instytut Naftowy, od 1973 był funkcjonariuszem partyjnym. 1984-1989 kierownik wydziału Baszkirskiego Komitetu Obwodowego KPZR, 1989-1990 I sekretarz ordżonikidzewskiego komitetu rejonowego KPZR w Ufie, 1990 przewodniczący tymczasowego biura Baszkirskiego Republikańskiego Komitetu KPZR, 1990-1991 członek KC KPZR. Od 27 kwietnia 1990 do 23 sierpnia 1991 I sekretarz Baszkirskiego Komitetu Obwodowego KPZR.